# Exosoma testaceum
Exosoma testaceum is een keversoort uit de familie bladkevers (Chrysomelidae). De wetenschappelijke naam van de soort werd in 1791 gepubliceerd door Guillaume-Antoine Olivier.